# Zlatko Tomičić
Zlatko Tomičić (Zagreb, 26. svibnja 1930. – Zagreb, 16. lipnja 2008.), bio je hrvatski novinar, književnik, publicist, nakladnik, pjesnik, putopisac, dramski pisac, pisac kratkih priča, esejist, novelist, autor likovnih prikaza i člankopisac. Napisao je pjesmu "Hrvatska, ljubavi moja", koja je u inozemstvu među iseljenicima bila kao himna.

## Životopis
Zlatko Tomičić rođen je u Zagrebu 1930. godine. Završio je Filozofski fakultet. U djelima mu se nerijetko iz svakodnevne fabule priča preokrene u fantastiku. Neka djela izvedena su na pozornici, a neka su i ekranizirana ili prilagođena za radiodrame.
S Dragutinom Tadijanovićem uredio je Antologiju hrvatskih pjesama u prozi. Utemeljio je i od 1968. do 1969. godine uređivao Hrvatski književni list u Zagrebu. Nakon višegodišnje zabrane, ponovno ga pokreće 1990-ih s Mladenom Pavkovićem. Bio je urednik i časopisa Ognjišta, a surađivao je i s časopisom za kulturu Hrvatsko slovo. Za svoj rad dobivao je i nagrade (Nagrada Zvonimir Golob za najljepšu neobjavljenu ljubavnu pjesmu, 2005. godine). Na hrvatski jezik prevodio je i pjesme s makedonskog jezika. Tako je preveo i neke pjesme makedonskog pjesnika Konstantina Miladinova. Bio je predlagan za Nobelovu nagradu za književnost. Godine 1980. Tomičića za Nobelovu nagradu predložio je P.E.N. klub SAD u New Yorku, a 1982. godine Hrvatska akademija Amerike.

## Djela
Autor je četrdesetak knjiga poezije i proze. Četiri su mu u cijelosti prevedene na ine jezike, a i druga djela su mu prevađana. Mladen Pavković priredio je i uredio knjigu Zlatka Tomičića "Pisma na koja nisam nikad dobio odgovor" (2013.).

### Pjesništvo
- Susret osmorice (Fici, Mađer, Medaković, Mesinger, Milošić, Tomičić, Šuša), Vinkovci, 1950.
- Vode pod ledinom, Zagreb, 1955.
- Četvrtoga ne razumijem, Zagreb, 1955.
- Dosegnuti ja, Zagreb, 1956.
- Nema blaga nad slobodom (pjesme za djecu), Zagreb, 1956.
- Budni faun, Vinkovci, 1960.
- Balada uspravnog čovjeka, Zagreb, 1964.
- Revolucionarni kalendar, Zagreb, 1965.
- Bogumilsko groblje, Zagreb, 1968.
- Zir, Gospić, 1968.
- Hrvatsko more, Zagreb, 1969.
- Traženje bivstva, Zagreb, 1969.
- Izabrana djela (S. Mađer, B. Zeljković, S. Juriša, M. S. Mađer, Z. Tomičić), Pet stoljeća hrvatske književnosti, Zagreb, 1984.
- Vražje oko, Zagreb, 1986.
- Zemlja banova, Basel, 1987.
- Gluha nedjelja, Zagreb, 1988.
- Prsten Dioklecijanov, Zagreb, 1988.
- Sunčeva djevica, Zagreb, 1989.
- Hrvatska, ljubavi moja, Hamilton, 1990.
- Život, Zagreb/Karlovac, 1993.
- Leonardov san, Zagreb, 1996.
- Povratak u postojbinu duha, Zagreb, 1997.
- Crni kraljevi, Senj, 1997.
- Nenavište, Zagreb, 1997.
- Zemlja obećana, Zagreb, 1998.
- Božanski soneti, Karlovac/Zagreb, 2003.
- Izabrana djela I. (Pjesme), Vinkovci, 2003.
- Objava svjetla, Zagreb, 2005.
- Divlji poljski cvijet, Vinkovci, 2005.
- Dolazak teurga, Zagreb, 2006.
- Najdraža pjesma na svijetu: antologija jedne pjesme, Zagreb, 2007.
- Svirač na šimširovoj svirali: zbirka pjesama, Zagreb, 2008.
- Pašmanske elegije: pjesnička monografija, Zadar, 2008.
- Nebo nad Moslavinom, Gornja Jelenska, 2010.

### Putopisi
- Nestrpljivi život, Zagreb, 1956.
- Put k Meštroviću, Buenos Aires, 1965.
- U zemlji Samovoj, Zagreb, 1965.
- Nin (Stara hrvatska prijestolnica), Zagreb, 1969.
- Zemlja gluhih zmija (putopisi po Australiji), Zagreb, 1993.
- Bosnom ponosnom, Toronto, 1994.
- Slavonijom, zemljom plemenitom, Vinkovci, 1996.
- San o Irskoj (putopisi po Irskoj, Engleskoj i Francuskoj), Zagreb, 1997.
- Ples ždralova, Vinkovci, 1997.
- Kutjevo. Hrvatska vinska prijestolnica (putopisi i eseji), Karlovac/Zagreb, 2000.
- Dan ljeta u Švedskoj (putopisi po Švedskoj, Norveškoj i Danskoj), Zagreb, 2003.
- Ledenjak iznad Lake Louise (putopisi po Kanadi i SAD), Zagreb, 2003.
- Zemljom humskom (putopisi po Hercegovini i Imotskom), Zagreb, 2004.
- Nebeski konjanik s Velebita (putopis kroz Ravne kotare i Bukovicu), Zadar, 2005.
- Izabrana djela III., Vinkovci, 2006.
- U čizmama od 7 milja, Zagreb, 2007.
- Jadranska odiseja, Zagreb, 2007.
- Kob je poći drevnim Zagorama, Zagreb, 2007.

### Proza
- Stjepan Sekulić Jucko (životopis), Zagreb, 1955.
- Ivan Senjug Ujak (životopis), Zagreb, 1957.
- Bijela vrana (satirične novelete), Zagreb, 1965.
- Slavonija u pripovijesti i esejima Josipa Eugena Tomića (esej), Vinkovci/Zagreb, 1966.
- Gromovi krijeposnog duha (eseji i manifesti grupe TIN), Zagreb, 1969.
- Veseli dimnjačar (slikovnica za djecu), Zagreb, 1969.
- Kain (drama u tri čina), Zagreb, 1970.
- Boj s anđelom (prozna poema), Zagreb, 1970.
- Petar Svačić (drama/libreto za operu), Toronto, 1989.
- Krilati magarac (roman), Zagreb, 1990.
- Vrač s hridi (esej), Barcelona, 1990.
- Hrvatski Orfej (autobiografija; napisao Mladen Pavković), Zagreb, 1995.
- Mačak (roman za mlade), Zagreb, 1996.
- Sveta Hrvatska (scenski oratorij), Senj, 1999.
- Reforma duha (političko-povijesni eseji), Karlovac, 2000.
- Žena koja je bila anđeo (pustolovno-ljubavni roman; pod pseudonimom Aristid Ost), Karlovac, 2001.
- Sluga (humoreske i satire), Zagreb, 2001.
- Bijeg kroz australsku pustinju (pustolovno-ljubavni roman; pod pdseudonimom Isak Skit), Karlovac, 2002.
- Niski krov, Karlovac, 2002.
- Pisma na koja nisam nikad dobio odgovor: (1987. – 2002.), Koprivnica, 2002.
- Tajanstsvena ruža (roman), Zagreb, 2004.
- Krbavski vuk (pripovijesti), Zagreb, 2004.
- Kozmički pijetao, Zagreb, 2004.
- Vukovarski Žuti mravi: pripovijesti, Zagreb, 2006.
- Savršena čaplja (bastardna proza), Zagreb, 2006.
- Izabrana djela II. (proza I.), Vinkovci, 2004.
- Most čistoće: spomenica (1930. – 2005.): povodom 75. godine života i 50. obljetnice književnog rada, Zagreb, 2006.
- Seraphita iz Gole (ljubavne pripovijesti), Zagreb, 2007.
- Božanski ljubavnik (roman), Zagreb, 2007.

Članci (izbor)
- Zubobolja, Zagreb, 1957.
- Nos, 1962.
- O listu koji je i hrvatski i književni, Zagreb, 1969.
- Štefina, Zagreb, 1990.
- Povratak u postojbinu duha, Zagreb, 1997.
- Povratak u Miholjac, 1998.
- Božić u Friziji, 1998.
- Ulazak u stijenu, 1998.
- Audiovizualni kentaur, 2001.
- Alkion, 2002.
- Jarac s mišljena, 2003.
- Stara keltska zmija, 2004.
- Skitni vitez Parsifal, 2005.

Izdanja koja je uredio (izbor)
- Vlado Vlaisavljević: Balada o Tounjčici, Zagreb 1957.
- Tin Ujević: Lude i mudre djevice, Sarajevo, 1957.
- Antologija hrvatskih pjesama u prozi (zajedno s Dragutinom Tadijanovićem), Zagreb, 1958.
- Svjetionik (poruke pjesnika) (antologija), Zagreb, 1988.

### Prijevodi
Djela su mu prevedena na više jezika.
- Cicogna della Croazia (pjesme, preveo na talijanski Giacomo Scotti), Napulj, 1984.
- L’ anello di Diocleziano (due poemi) (dvije poeme, preveo na talijanski Giacomo Scotti), Saviano, 1986.
- Ravi par l’oiseau (pjesme, prevela na francuski Rose Tomulic), Pariz, 1986.
- Der lustige schornsteinfenger (Veseli Dimnjačar), Zagreb, 1972.
- Selected Poems (prijevod pjesama na engleski i komentar Hilda Prpić), 1973. – 74.
- Żywe źródła: antologia współczesnej poezji chorwackiej (pjesma "More" objavljena u antologiji suvremene hrvatske poezije, izbor i prijevod na poljski Łucja Danielewska), Varšava, 1996.[5]
- This Night, Selected Poems (pjesme na hrvatskom te prijevod pjesama na engleski – Hilda Prpić, s esejima o autoru H. Prpić, Antuna Nizetea i Marie Pie Valpiane dal Cortivo, koja je doktorirala u Italiji na Tomičićevu pjesništvu), Hamilton, 1993.
- Balado de la rektadorsa homo (Balada uspravnog čovjeka; izabrane pjesme, preveo na esperanto Josip Velebit), Berkeley, 2000.
- Croatia, my love (Poems) (preveo Desmond O’Grady), Belfast, 2003.

## Nagrade i priznanja
- 2004.: Plaketa "Dobrojutro, more", s pjesničkih susreta u Podstrani.[6]
- 2005.: Nagrada Zvonimir Golob